# Aardbeving Mexico 1932
Op 3 juni 1932 werd Mexico getroffen door een aardbeving met een kracht van 8,2 op de schaal van Richter.
De aardbeving was qua kracht de zwaarste die Mexico in de 20e eeuw trof. De stad Cuyutlán werd grotendeels verwoest door een tsunami met een hoogte van 10 meter, en ook in Colima was er aanzienlijke schade. In totaal vielen 300 doden en zeker 400 gewonden. De aardbeving werd op 18 juli gevolgd door een naschok van 7,7 op de schaal van Richter.
De beving werd veroorzaakt door subductie van de Riveraplaat onder de Noord-Amerikaanse plaat. In 2003 vond op ongeveer dezelfde plek een aardbeving plaats met een kracht van 7,6 die 29 slachtoffers maakte.

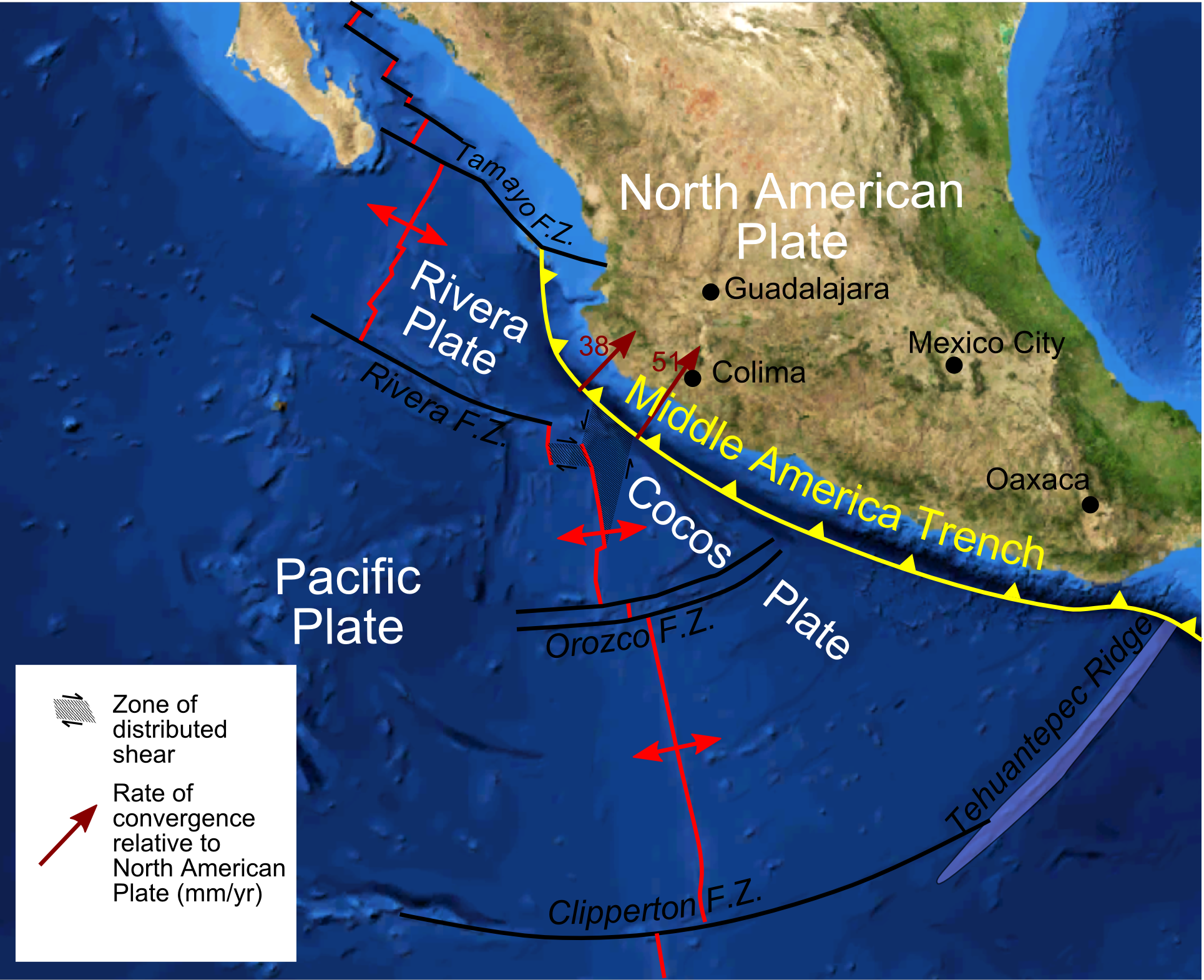
Breuklijnen ten westen van Mexico, oorzaak van de aardbevingen in het gebied